# Paracassidina pectinata
Paracassidina pectinata là một loài chân đều trong họ Sphaeromatidae. Loài này được Baker mô tả khoa học năm 1911.